# Etec (gymnasieskola)
Etec Teknikutbildning AB i Oskarshamn har tre olika inriktningar i sin verksamhet. Gymnasieskola med elprogrammet(EE) med inriktning elteknik, Yrkeshögskola med utbildningen Automationsingenjör samt Företagsutbildningar inom el, automation, hydraulik, mät och reglerteknik och ledarskapsutbildningar.
Skolan grundades av Elajo´s ägare Alf Josefsson 2002 och är finns i samma byggnad som Elajo´s huvudkontor. Namnet Etec AB kom från följande, Elajo Technical Education Center AB.
2020 såldes skolan till 3 stycken i personalen som nu driver skolan och utvecklar den till ett utbildningscentrum för el och teknik i Oskarshamn.

## Externa länkar

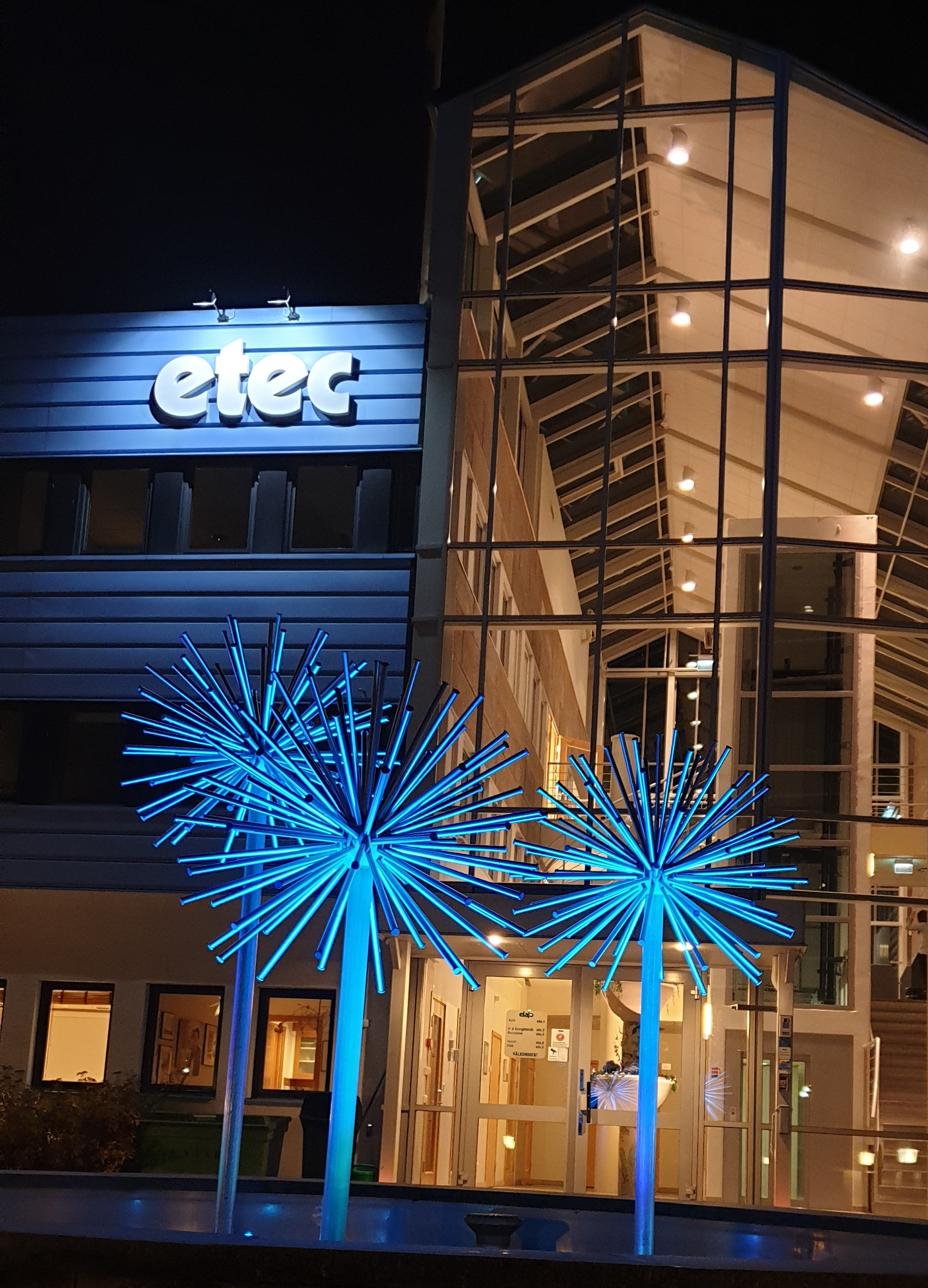
Öppet hus 2019 på Etec Teknikutbildning